# Nieuw-Amsterdam (Drenthe)
Pour les articles homonymes, voir Nouvelle-Amsterdam (homonymie).
Nieuw-Amsterdam est un village situé dans la commune néerlandaise d'Emmen, dans la province de Drenthe.

Vincent van Gogh a brièvement vécu dans un logement pour voyageurs, qui est devenu un musée : la maison de Van Gogh (Van Gogh Huis).